# Koepel van Yusuf Agha

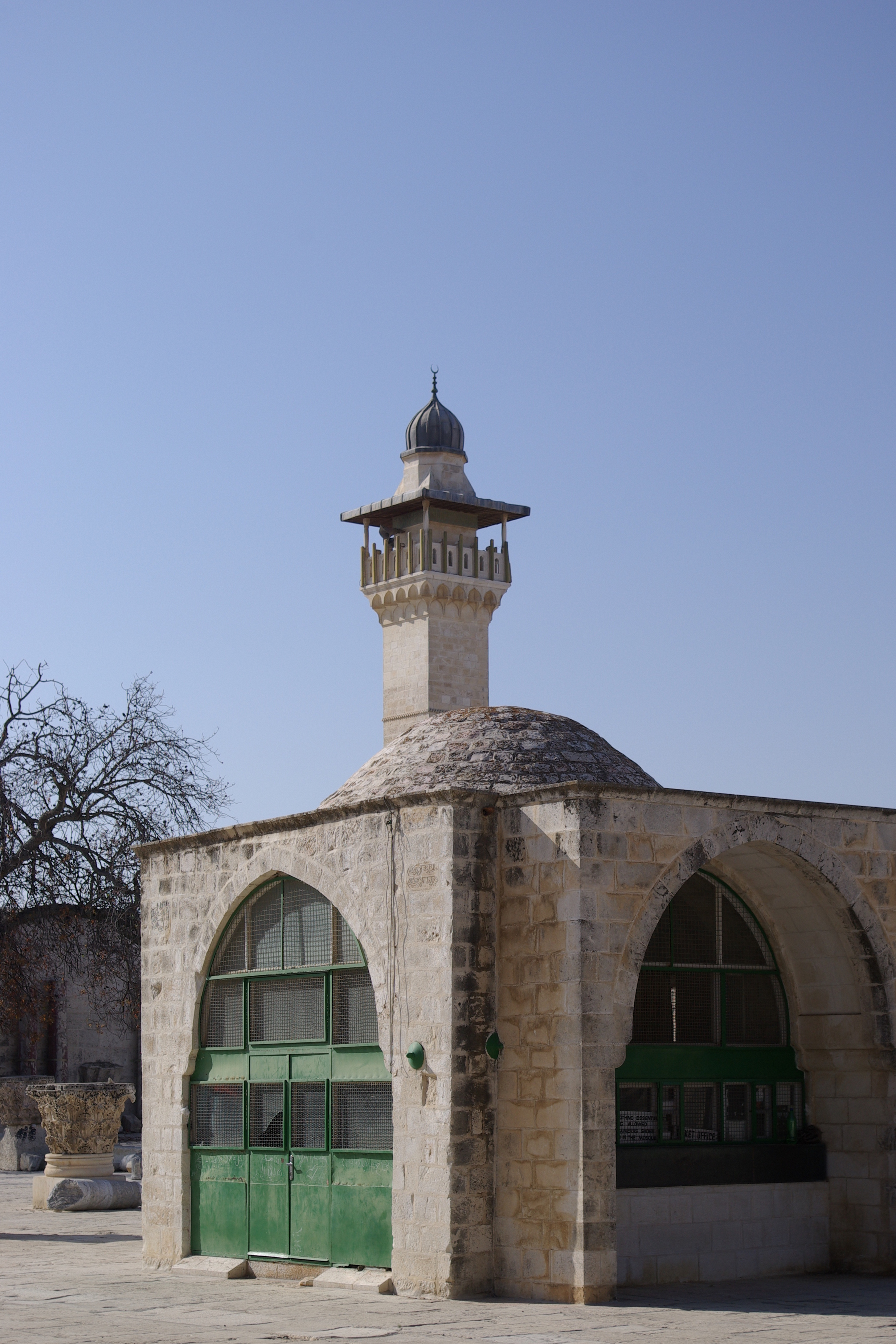
De Koepel van Yusuf Agha in Jeruzalem.

De Koepel van Yusuf Agha (Arabisch: قبة يوسف أغا, Qubbat Yūsuf Agha) is een klein vierkant gebouw met een koepel op de Tempelberg (Haram Al-Sharief), op de binnenplaats tussen het Islamitisch Museum en de Al-Aqsamoskee.
De koepel werd gebouwd in 1681 en is een eerbetoon aan Yusuf Agha. Hij schonk ook de Koepel van Yusuf, een kleiner en complexer ogend bouwwerk ongeveer 120 meter naar het noorden. Het werd in de jaren 70 omgebouwd tot een kaartverkooppunt en een informatiekiosk voor bezoekers.
Het bevindt zich midden in een openluchtbinnenplaats met losse zuilenkapitelen. Ten zuiden ervan bevindt zich de Al-Aqsa-bibliotheek. Ten westen ervan bevinden zich het Islamitisch Museum en de Morenpoort (Marokkopoort). Ten noordwesten ervan staat nog een koepelvormig gebouw: de Sabil Bab al-Maghariba. Ten zuidwesten ervan bevindt zich de al-Fakhariyya-minaret. Ten noorden ervan staat een mihrab met een klein raam, de mihrab van het Pijnboomplatform.